# Juana Bormann
Juana Bormann (sau Johana Borman) (n. 10 septembrie 1893 – d. 13 decembrie 1945) a fost o femeie-gardian în câteva lagăre de concentrare naziste. A fost executată prin spânzurare ca criminal de război la Hamelin după ce a fost judecată în 1945. La proces a declarat că s-a alăturat trupelor auxiliare SS Schutzstaffel în 1938 pentru a câștiga bani. În martie 1942, Bormann a fost una dintre puținele femei femei alese ca gardieni la Auschwitz, în Polonia. Având doar 1,52 metri înălțime, ea a devenit cunoscută pentru cruzimea sa. Victimele sale o numeau "Wiesel" sau "femeia cu câini".

## Vezi și
- Maria Mandel
- Herta Bothe
- Ilse Koch
- Irma Grese